# Aphelonema minuta
Aphelonema minuta är en insektsart som beskrevs av Bunn 1930. Aphelonema minuta ingår i släktet Aphelonema och familjen Caliscelidae. Inga underarter finns listade i Catalogue of Life.